# Просто парень
«Просто парень» (англ. You'll Get Over It, фр. À cause d'un garçon) — французский телефильм 2002 года о семнадцатилетнем парне, который становится объектом насмешек и издевательства в своём лицее после того, как становится известно, что он гей.

## Сюжет
Венсан — семнадцатилетний студент без проблем: хорошо учится, он член команды пловцов. И, хотя у него есть симпатичная девушка, Венсан уже давно заглядывается на парней. Особенно на нового студента Бенжамена, с которым он начинает встречаться. Сдержанный и стеснительный Венсан сначала не показывает своих чувств, пока Бенжамен не поцеловал его. На следующий день на стене лицея кто-то написал: «Венсан — педик». Теперь его начинают запугивать, и любимое плаванье не приносит больше радости — члены команды третируют его. А дальше новые отношения с семьей и друзьями, все это нужно как-то принять и пережить.

## В ролях
- Жюльен Бомгартнер — Венсан
- Жереми Элькайм — Бенжамен
- Франсуа Комар — Стефан
- Патрик Боннель — отец
- Кристиана Миллет — Сильви
- Антуан Мишель — брат